# Lijst van spelers van FC Sochaux
Deze lijst omvat voetballers die bij de Franse voetbalclub FC Sochaux spelen of gespeeld hebben. De spelers zijn alfabetisch gerangschikt.
Deze pagina is voor het laatst grondig vernieuwd in januari 2011.

## A
- André Abegglen
- Rabiu Afolabi
- Henrik Agerbeck
- Jimmy Algerino
- Alvaro Santos
- Kévin Anin
- Philippe Anziani
- Christophe Avril

## B
- Cédric Bakambu
- Raymond Barthelmebs
- Joël Bats
- Olivier Baudry
- Michel Baulier
- Mehmed Baždarević
- Eric Benoît
- Henri Biancheri
- Valter Birsa
- Eric Boniface
- Jacky Bonnevay
- Bernard Bosquier
- Ali Bouafia
- Pierre Boucher
- Fabien Boudaréne
- Ryad Boudebouz
- Virgile Boumelaha
- Georges Bout
- Vojtech Bradac
- Jérémie Bréchet
- Yngve Brodd
- Marius Bruat
- Philippe Brunel
- Arnaud Bühler
- Gérard Burckle
- Édouard Butin

## C
- Jean Calvé
- Carlão
- Francisco José Carrasco
- Stéphane Cassard
- Alain Cavéglia-Scale
- Hector Cazenave
- Laurent Charvet
- Adel Chedli
- Won-Kwang Cho
- Benjamin Clement
- Rolland Courbis
- Roger Courtois
- Pierrick Cros

## D
- Omar Daf
- Moumouni Dagano
- Jean-Baptiste Daguet
- Sébastien Dallet
- Stéphane Dalmat
- Frederic Darras
- Charlie Davies
- Basile De Carvalho
- Karl Decker
- Jérémy Deichelbohrer
- Louis Dessonet
- Eric Dewilder
- Laurent Di Lorto
- Sigamary Diarra
- Fousseni Diawara
- Souleymane Diawara
- El-Hadji Diouf
- Jean-Jacques Domoraud
- Thierry Doubai
- Boukary Dramé
- Pierre Dréossi
- Matthieu Dreyer
- Anto Drobnjak
- Roger Duffez
- Pierre Duhart
- Frédéric Duplus
- Pascal Dupraz
- Franck Durix
- Salih Durkalic

## E
- Hakim El Bounadi
- Manassé Enza-Yamissi
- Mevlüt Erdinç

## F
- Jacques Faivre
- Ahmed Farag
- Jacques Faty
- Vincent Fernandez
- Bartholomeo Ferrara
- Jean-Michel Ferri
- Louis Finot
- Maxence Flachez
- Eugène Fragassi
- Pierre-Alain Frau
- Jean-Marc Frotey

## G
- Louis Gabrillargues
- Patrice Garande
- René Gardien
- Benjamin Gavanon
- Jérémy Gavanon
- Benjamin Genghini
- Bernard Genghini
- Raoul Giraudo
- Jérôme Gnako
- Gérard Gnanhouan
- Yvon Goujon
- Sébastien Grax
- Patrick Guillou
- Arnar Gunnlaugsson
- Serdar Gürler
- André Guy

## H
- Benoît Haaby
- Faruk Hadžibegić
- Jean Hediart
- Charles Heine
- Fabrice Henry
- Jean Hernández
- Serge Hestroffer
- Hans Hoffmann
- Johann Hoffmann
- Walter Horak
- Pépi Humpal

## I
- Brown Ideye
- Ilan
- Mickaël Isabey
- Zvonko Ivezic

## J
- Michel Jacques
- Sanel Jahić
- Camillo Jerusalem
- Bojan Jokić
- Maxime Josse

## K
- Abderrahman Kabous
- Mohamed Kader
- Curt Keller
- Jan Klijnjan
- Jean-Pierre Knayer
- Pierre Korb
- Uwe Krause
- Dobrosav Krstić

## L
- Jean-Michel Lachot
- Eric Lada
- Didier Lang
- Lucien Laurent
- Thierry Laurey
- Michel Lauri
- Aime Lavie
- Georges Lech
- Pierre Lechantre
- Gilles Leclerc
- Maxime Lehmann
- Jérôme Leroy
- Ernest Libérati
- Danijel Ljuboja
- Johann Lonfat
- Antonin Lozes

## M
- Michaël Madar
- Roger Magnin
- Modibo Maïga
- Erwan Manac'h
- Jean-Jaques Marcel
- Ange Marras
- Marvin Martin
- Alexandre Martinovic
- Andre Maschinot
- Jérémy Mathieu
- Lionel Mathis
- Etienne Mattler
- Nicolas Maurice-Belay
- Mourad Meghni
- Vojislav Melić
- Bror Mellberg
- Jérémy Ménez
- Camel Meriem
- Valéry Mezague
- Samuel Michel
- Yassin Mikari
- Miranda
- Jean Molla
- Sylvain Monsoreau
- Ramon Muller
- Jean-Santos Muntubila

## N
- Guirane N'Daw
- Vincent Nogueira
- Guy Nungesser
- Vic Nurenberg

## O
- Wilson Oruma

## P
- José Padrón
- Mickaël Pagis
- Stéphane Paille
- Grégory Paisley
- Igor Pamic
- Fabrice Pancrate
- Patrick Parizon
- Benoît Pedretti
- Ivan Perišić
- Damien Perquis
- Mathieu Peybernes
- Francis Piasecki
- Philippe Piat
- Stéphane Pichot
- Robert Pintenat
- Romain Pitau
- Lionel Potillon
- Loïc Poujol
- Robin Previtali
- Sloan Privat

## Q
- Julien Quercia
- William Quevedo
- Claude Quittet

## R
- Rafaël Dias
- Philippe Raschke
- Rene Rebibo
- Thomas Régnier
- Francois Remetter
- Patrick Revelli
- Cédric Rey
- Teddy Richert
- Sébastien Roudet
- Gilles Rousset
- Yvan Roy
- Albert Rust

## S
- Stéphane Santini
- Francileudo dos Santos
- David Sauget
- Franck Sauzée
- Niša Saveljić
- Raoul Sbarra
- Ady Schmit
- Badara Sène
- Franck Silvestre
- André Simonyi
- Henri Skiba
- Gérard Soler
- Pape Sow
- Ivan Stevanović
- Julien Stopyra
- Yannick Stopyra
- Václav Svěrkoš
- Roman Szewczyk

## T
- Ibrahima Tall
- Anthony Le Tallec
- Joseph Tellechea
- Raphael Tellechea
- Jean-Christophe Thomas
- Olivier Thomas
- Duško Tošić
- Kandia Traoré
- Marcello Trapasso
- Geoffrey Tulasne

## V
- Albert Vanucci
- Gonzalo Vargas
- Henk Vos
- Zlatko Vujović

## W
- Jean-Guy Wallemme
- Michel Watteau
- Weldon
- Olivier Werner
- Maryan Wisnieski

## Y
- Anthar Yahia
- Pavel Yakovenko

## Z
- Jaouad Zairi
- Toufik Zerara
- Karim Ziani
- Jacques Zimako
- Aleksandar Živković
- Lionel Zouma